# Prados del Rosario
Prados del Rosario är en ort i Mexiko.   Den ligger i kommunen San José Iturbide och delstaten Guanajuato, i den centrala delen av landet, 220 km nordväst om huvudstaden Mexico City. Prados del Rosario ligger 2 073 meter över havet och antalet invånare är 1 207.
Terrängen runt Prados del Rosario är platt åt nordväst, men åt sydost är den kuperad. Runt Prados del Rosario är det ganska tätbefolkat, med 124 invånare per kvadratkilometer. Närmaste större samhälle är San José Iturbide, 2,4 km söder om Prados del Rosario. Trakten runt Prados del Rosario består till största delen av jordbruksmark.